# 氣旋瓦尤
特強氣旋風暴瓦尤（英語：Very Severe Cyclonic Storm Vayu，聯合颱風警報中心編號：02A，印度氣象局編號：ARB 01）是2019年北印度洋氣旋季第3個熱帶氣旋和第3個獲命名風暴。也是第2個達到特強氣旋風暴等級的熱帶氣旋。“瓦尤”一名由印度提供，源自梵語和印地語，意指“風”。

## 氣象歷史
最早於5月下旬，各大數值預報皆認為6月中下旬有一系統在阿拉伯海一帶發展，而且強度不弱，預報中的系統前身低壓在6月8日上午於馬爾地夫近海形成，同日下午，印度氣象局給予編號ARB 01，美國海軍研究實驗室給予擾動編號93A。系統在獲得編號後便一如預期的快速發展。
10日上午8時，聯合颱風警報中心對該系統發布熱帶氣旋形成警報。當晚8時，聯合颱風警報中心將其升格為熱帶風暴，給予熱帶氣旋編號02A。而印度氣象局直至11日上午5時半將其升格為氣旋風暴，並命名為“瓦尤”（Vayu）。當晚8時，聯合颱風警報中心將其升格為一級熱帶氣旋，過了大約30分鐘後，印度氣象局將其升格為強烈氣旋風暴。
12日凌晨2時，印度氣象局將其升格為特強氣旋風暴。當日上午8時，聯合颱風警報中心將其升格為二級熱帶氣旋，同時瓦尤達到其生命史第一次強度巔峰，並開啟一個細小的“針眼”，但又於不久後填塞，原因是瓦尤進入眼牆置換周期。
13日凌晨，瓦尤底層的眼牆置換周期趨近於結束，但高層的眼牆置換周期則是比預期的還要久才結束，主因是瓦尤移動速度變得緩慢，加上該處海水熱含量(OHC)較低，進而導致無法順利完成眼牆置換。下午，瓦尤再次打開風眼，當晚8時，聯合颱風警報中心將其升格為三級熱帶氣旋。14日凌晨，瓦尤達到其生命史第二次強度巔峰，上午，瓦尤的對流逐漸減弱，風眼再次填塞。當晚8時，聯合颱風警報中心將其降格為一級熱帶氣旋。
15日凌晨，瓦尤的對流又再次增強，並再次開啟一個巨大的風眼，達到其生命史第三次強度巔峰。但由於垂直風切變過大，巔峰只維持了6小時就再度減弱。晚上，瓦尤再次進入眼牆置換周期。
16日凌晨，聯合颱風警報中心將其降格為熱帶風暴。同日下午12時，印度氣象局將其降格為強烈氣旋風暴。隔日凌晨，印度氣象局將其降格為氣旋風暴。聯合颱風警報中心於同日上午11時對其發布最後警告。不久後，印度氣象局將其降格為強低氣壓。下午2時，聯合颱風警報中心將其降格為熱帶低氣壓。

## 防災工作
隨著該系統增強為強低氣壓，印度氣象局對古吉拉特邦的海岸線發出了旋風監視。該機構表示，系統很可能在接下來的24小時內進一步加強為氣旋風暴。 漁民被警告不要冒險進入系統發展處附近的阿拉伯海或氣旋的預測路徑，使已經在海上的水手被迫返回海岸。古吉拉特邦海岸線於6月10日中午12時將警報升級為黃色旋風警報，預計於6月12日登陸，強度為特強氣旋風暴。並在6月11日進一步升級為橙色旋風警報。印度氣象局警告，旋風路徑上的茅草屋可能會被徹底摧毀，而且Kutcha House可能會受到嚴重破壞。印度氣象局還表示可能會有1.5-2米高的風暴潮，並可能淹沒沿海低窪地區。
熱帶氣旋在印度西北部和阿拉伯海北部活躍的情形相對較少。古吉拉特邦不常有較強勁的熱帶氣旋登陸，但在1998年6月，一個未命名系統襲擊了該地區，強度為極強氣旋風暴，造成1萬多人死亡。由於最初預測瓦尤登陸時是一個特強氣旋風暴，直接影響的可能性促使該州採取了重大的準備措施。 從6月12日早晨開始，印度政府疏散了居住在古吉拉特邦沿海地區大約30萬的人到附近2000個的避難所，以及來自第烏的10,000人。該地的所有學校和學院也都關閉以保護學生和工作人員。Porbandar，第烏，Bhavangar，Keshod和Kandla機場的所有航班於當地時間6月13日午夜停飛，77個列車服務取消以及其他38個航班縮短。在孟買，由於旋風在6月12日影響西部，渡輪服務暫停，大約有400個航班因受到影響而延誤或改道。古吉拉特邦的所有港口於6月12日停止運營，許多停泊在那裡的船隻為了安全起見離開了港口。
來自國家災害響應部隊的52支隊伍中約有2,300名人員被派往古吉拉特邦幫助地方當局進行疏散工作，並在旋風過後幫助進行搜索，救援和救援行動。國家預備警察的人員部署到該地區，還有300名州海警的突擊隊員。小船和飛機被送往古吉拉特邦的各個地點，以便在必要時啟用和協助搜救行動。印度海岸警衛隊、陸軍、海軍和空軍也都處於警戒狀態，34個隊伍中約有2,400名軍人待命，海軍潛水隊在必要時組裝起來進行水上救援。警方還進行了夜間巡邏，以確保沒有居民留在撤離地區。

## 外部連結
- 印度氣象局
- 聯合颱風警報中心 （页面存档备份，存于）
- 中國國家氣象中心-北印度洋氣旋公報 （页面存档备份，存于）